# Vuelo 2511 de National Airlines
El vuelo 2511 de National Airlines era un vuelo doméstico de pasajeros con una ruta desde Nueva York a Miami, Florida, que explotó a medio vuelo el 6 de enero de 1960. El avión, un Douglas DC-6, llevaba cinco miembros de la tripulación y 29 pasajeros, los cuales fallecieron en su totalidad. La investigación realizada por la Asociación de Aeronáutica Civil concluyó que el avión fue derribado por una bomba de dinamita. Nunca se levantaron cargos criminales ni se determinó de quién fue la responsabilidad del atentado, aunque se sospecha que fue un atentado suicida, la investigación permanece abierta hasta el día de hoy.
Una de las víctimas fue el almirante retirado Edward Orrick McDonnell, un receptor de la medalla de honor y veterano de ambas guerras mundiales.

## Historia del vuelo
La ruta Nueva York - Miami era usualmente volada por un Boeing 707, operando el vuelo 601.El 5 de enero de 1960 la aeronave 707 tenía un vuelo programado a Miami el cual fue cancelado debido a fracturas que se encontraron en el parabrisas.El reemplazo del parabrisas tardaría ocho horas, así que la aerolínea decidió transferir a los pasajeros a una aeronave de reserva.
Los pasajeros abordaron en dos aviones repuestos, el primero era un Lockheed L-188 Electra y el segundo un Douglas DC-6B. Abordaron 76 pasajeros, el primer avión aterrizó de manera segura en Miami.
Los 29 pasajeros que quedaban abordaron el DC-6, el cual salió del Aeropuerto Idlewild hacia Miami, operando como el vuelo 2511. Fueron acompañados por dos aeromozas, el piloto Dale Southard, el copiloto R.L. Hentzel, y el ingeniero de vuelo R.R. Halleckson.El avión salió de Nueva York a las 11:52 p.m. y debía llegar a Miami a las 4:36 a.m. del 6 de enero
La aeronave se encontraba en buenas condiciones.Tenía cuatro motores Pratt & Whitney R-2800 CB-16, y había acumulado 24.836 horas de vuelo antes del accidente.
El plan del vuelo 2511 decía que debía volar del sur de Nueva York a Wilmington, Carolina del Norte, de ahí llegaría al este del océano atlántico, para después volar 550 millas (885,1 km) al sur hasta Palm Beach, Florida.  La tripulación mantuvo contacto por radio con los controladores de tráfico de la aerolínea, reportando nubes y condiciones de vuelo no ideales.La tripulación se comunicó con el aeropuerto de Wilmington a las 2:07 a.m.,  y después se reportó volando sobre Carolina Beach a las 2:31 a.m. Esta fue la última vez que se contactaron por radio. 

## Accidente y recuperación
Después de perder contacto con el DC-6, National Airlines, la Guardia Costera y la Armada de Estados Unidos comenzaron una búsqueda intensiva a lo largo de la costa del sudeste. La búsqueda se canceló al día siguiente cuando National Airlines recibió un comunicado de que había un avión caído en Carolina del Norte.
Alrededor de las 2:45 a.m., un granjero escuchó el ruido de un motor, seguido del ruido de la ruptura del metal y la explosión. Más tarde, después de encontrar el avión en uno de sus campos, manejó a Bolivia, Carolina del Norte, que tenía el teléfono más cercano.Llamó al aeropuerto y reportó el avión aproximadamente a las 7:00 a.m.Cuando respondió la policía, él los llevó al sitio del choque.Cuerpos y partes del avión estaban dispersos a lo largo de 20 acres.
Durante el primer día de búsqueda y rescate, los investigadores fueron capaces de encontrar 32 cuerpos de los 34 que estaban a bordo.Uno de los cuerpos se encontró en el sitio del choque. El otro fue encontrado a 16 km del sitio principal.
Los reportes iniciales especulaban que la aeronave habría sufrido una ruptura en vuelo.Uno de los periódicos reportó que el pedazo más grande que se podía observar era un pedazo del ala.Un pedazo de aluminio se encontró en Kure Beach a 25 millas del resto

## Investigaciones
El CAB, parte del Departamento de Transporte, fueron los primeros investigadores en el lugar del choque del vuelo 2511. Los restos del DC-6 fueron llevados a un hangar cerca del aeropuerto de Wilmington, donde fue rearmado en un marco de madera y un alambre de gallinero. Los investigadores fueron capaces de recuperar 90% del fuselaje.
Los investigadores también fueron capaces de identificar el punto de orígen de la ruptura como un área intermedianamente adelante del ala derecha del avión. El material recuperado en Kure Beach, incluyendo la parte del ala, fue del área general. Los investigadores nunca pudieron recuperar la parte triangular enfrente del ala.
Los cuerpos se llevaron al gimnasio de la secundaria local para ser identificados y realizar una autopsia por un equipo del FBI.El coronel de Brunswickordenó la autopsia de los pasajeros para determinar la causa de muerte de cada uno.29 pasajeros y 5 tripulantes murieron en el vuelo.

### Julian Frank
El único cuerpo que no fue encontrado en el lugar del choque fue el de Julian Frank un abogado de Nueva York, su cuerpo fue encontrado en el pantano de Snow, localizado en la parte oeste de río Cape Fear.El cuerpo de Frank tenía varias heridas, incluyendo la amputación de ambas piernas así como partes del avión incrustadas en su cuerpo, las heridas de Frank eran diferentes y más graves a comparación de los otros pasajeros.Además sus heridas no eran típicas de un accidente aéreo.
Se realizaron dos autopsias en Frank, la segunda para recuperar escombros de su cuerpo.La autopsia reveló que sus extremidades inferiores habían sido arrancadas, su tejido muscular había sido mutilado, y varios cables y pedazos de metal estaban incrustados en su piel. Los huesos de su mano derecha estaban rotos, y las últimas falanges de su mano izquierda faltaban. También parecía tener partes con áreas oscurecidas parecidas a aquellas que salen al recibir un disparo a una distancia corta.
Al momento del choque, Frank había sido acusado de fraude de cardad y estaba bajo investigación por parte de la oficina de abogacía de Manhattan. Se decía que había ganado más de un millón de dólares por medio de fraude.

### Atentado
El accidente del vuelo 2511 ocurrió justo después de otro accidente de National Airlines.El vuelo 967 explotó sobre el Golfo de México el 16 de noviembre de 1959. La causa de la explosión se cree que fue por una bomba en el equipaje de un pasajero. Se cree que su motivo fue para hacer un fraude de seguros. De manera similar, Julian Frank estaba cubierta por casi $900,000 seguros de vida,incluyendo algunos comprados el día del accidente.
El CAB envió material recuperado del cuerpo de Frank al FBI para más pruebas y análisis.Estos determinaron que muchos de los fragmentos de alambre que fueron encontrados en el cuerpo de Frank, en el asiento y en el carpetado, eran de acero. Uno de los dedos recuperados había estado en la cara de un reloj de alarma de viaje.Un salvavidas de Kure Beach, encontrado en partes del vuelo dio positivo para residuos de nitrato. Un residuo de la mano de Frank tenía dióxido de manganeso, una substancia que se encuentra en baterías.
Además, a esta evidencia también se encontraron muestras de residuos de las rejillas de ventilación y del portaequipajes, ubicados en el lado derecho de la aeronave, cerca del borde de ataque del ala. Estas muestras contenían carbonato de sodio, nitrato de sodio y compuestos de sulfato de sodio.
El CAB concluyó que la severidad de las heridas de Frank y las numerosas partículas encontradas en su cuerpo pudieron ser atribuidas a su proximidad de la explosión.  Además, el compuesto químico encontrado en el área eran consistentes con aquellos de la dinamita. El dióxido de manganeso fue encontrado extremadamente cerca de la explosión. El CAB determinó que se había colocado dinamita debajo de la ventana en la fila 7.
El jefe investigador del CAB, Oscar Bakke, testificó ante el Comité del Senado de Aviación el 12 de enero de 1960. El mismo día el FBI tomó cartas en el asunto.

### Otras teorías
Una de las primeras teorías consideradas en el vuelo 2511 involucraba una colisión con otra aeronave debido a la cercanía del choque con el aeropuerto de Wilmington. Los investigadores revisaron el plan de vuelo y otros documentos para determinar si había otras aeronaves en el área. No había registro de otra aeronave ni de ningún misil, además el choque estaba confinado a dos lugares específicos, el primero en Bolivia y el segundo en Kure Beach, todas las partes pertenecían al DC-6B.
Otra teoría presentada por un experto poco después del choque decía que el motor podía ser el catalizador para el accidente. Para esta teoría una de los dos motores se tuvieron que haber incendiado.
Aunque la teoría de la bomba y el motor incendiado eran las más comunes muchas otras se presentaron. Varios días después de la explosión algunos pilotos enviaron un telegrama en donde decían que algunas actividades causaban estrés innecesario a los materiales del avión, estas pruebas las cuales se hacen cada 6 meses requerían que los pilotos hagan maniobras violentas.
En su reporte final, la CAB dijo que había investigado varias teorías, incluyendo:
- Fatiga metálica la cual llevó a la explosión.
- Una hélice golpeó la cabina
- Una falla estructural.
- Un objeto extraño golpeó la cabina
- Explosión por vapor de combustible.
- Explosión de oífeno.

La CAB no pudo confirmar ninguna teoría.

### Conclusiones
El CAB concluyó que el vuelo 2511 fue derribado por una explosión de dinamita en la cabina de pasajeros. La carga explosiva estaba colocada debajo del asiento de la extrema derecha de la fila 7. El reporte también decía que Julian estaba más cerca de la explosión aunque no se le culpó por esta.
La explosión ocurrió aproximadamente a las 2:33 a.m., dañando significativamente la integridad estructural del avión, forzándolo a un giro abrupto hacia la derecha. En su descenso, sufrió una ruptura y se estrelló a las 2:38 a.m.
El CAB concluyó  en su reporte final que:

No se hace referencia al culpable de colocar la dinamita. La destrucción de un aeronave es un crimen federal. Después de la determinación se le otorgó el caso al FBI…
La junta determina que la causa probable fue la explosión de dinamita en la cabina del pasajero.

El FBI tomó control de la investigación el 20 de enero de 1960.El caso sigue sin resolverse hasta el día de hoy.